# أليس د. جي. ميلر
أليس د. جي. ميلر (بالإنجليزية: Alice D. G. Miller)‏ هي كاتبة سيناريو أمريكية، ولدت في 28 يونيو 1894 في ميلواكي في الولايات المتحدة، وتوفيت في 24 يوليو 1985 في Woodland Hills ‏.

## وصلات خارجية
- أليس د. جي. ميلر على موقع IMDb (الإنجليزية)
- أليس د. جي. ميلر على موقع قاعدة بيانات الفيلم (الإنجليزية)
- أليس د. جي. ميلر على موقع كينوبويسك (الروسية)